# Desisa undulatofasciata
Desisa undulatofasciata là một loài bọ cánh cứng trong họ Cerambycidae.